# Тутк, Рауно
Рауно Тутк (эст. Rauno Tutk; 10 апреля 1988, Лоху, Рапламаа) — эстонский футболист, защитник и опорный полузащитник.

## Биография
Воспитанник клуба «Флора» (Кехтна), на юношеском уровне также играл за таллинскую «Флору». Взрослую карьеру начал в 2005 году в клубе первой лиги Эстонии «Лелле СК», затем выступал в первой лиге за клуб «Элва».
Летом 2007 года перешёл в «Тулевик» (Вильянди). В его составе сыграл первый матч в высшем дивизионе Эстонии 21 июля 2007 года против ТФМК, заменив на 87-й минуте Маркко Куду. В первые полтора сезона редко выходил на поле за основной состав, сыграв за это время 10 матчей, а с 2009 года стал регулярно выходить на поле. В 2011 году «Тулевик» был преобразован в ФК «Вильянди» и футболист в течение сезона продолжал играть за клуб.
С 2012 года продолжал играть в высшей лиге за клубы, бывшие середняками и аутсайдерами чемпионата — «Таммека» (Тарту), «Пайде», «Пярну ЛМ», «Вапрус» (Пярну), «Курессааре».
По состоянию на конец 2022 года сыграл 405 матчей и забил 20 голов в высшем дивизионе. В мае 2020 года забил свой седьмой автогол в карьере, что является антирекордом эстонского чемпионата.
В конце 2022 года объявил о приостановке спортивной карьеры из-за хронических проблем со спиной.
Вызывался в молодёжную и олимпийскую сборные Эстонии, где сыграл по одному матчу.

## Личная жизнь
Отец, Уно Тутк (род. 1959) — футбольный арбитр.